# August Kirchhoff
August Kirchhoff (* 7. Dezember 1874 in Hohenhausen als August Ferdinand Wilhelm Kirchhoff; † unbekannt) war ein deutscher Bezirksamtmann in Kamerun.

## Leben
Nach dem Abitur am Gymnasium Lemgo im Jahre 1894 studierte August Kirchhoff Rechtswissenschaften in Marburg und München. Nach der ersten juristischen Staatsprüfung am Oberlandesgericht Celle wurde er Gerichtsreferendar, legte sein zweites Staatsexamen ab und war im Juni 1902 Gerichtsassessor in Lemgo. Kurz darauf wurde er für zwei Monate der Bezirksregierung Detmold zur Aushilfe und Vertretung von beurlaubten Mitarbeitern überwiesen. Wieder zum Amtsgericht Lemgo zurückgekehrt, erhielt er im März 1903 Urlaub, um eine Beschäftigung in der Kolonialabteilung des Auswärtigen Amtes zu übernehmen. Ab dem 1. Januar 1906 war er hier Bezirksrichter. Bevor Kirchhoff Anfang des Jahres 1919 mit der Verwaltung des Amtes Detmold beauftragt wurde, war er als kaiserlicher Bezirksamtmann in Jaunde, der Hauptstadt Kameruns tätig und von 1914 bis 1918 als Kriegsgerichtsrat eingesetzt gewesen. Er kehrte noch einmal für kurze Zeit in die Reichskolonialverwaltung zurück, wurde Geheimer Regierungsrat und zum 1. Dezember 1921 Oberregierungsrat im Reichsministerium für Wiederaufbau. Am 1. April 1922 war er Leiter der Zweigstelle Bremen des Reichsentschädigungsamtes für Kriegsschäden. Nach der Auflösung dieses Amtes im Herbst 1924 bemühte sich Kirchhoff vergeblich um die Aufnahme in den lippischen Verwaltungsdienst. Über seinen weiteren Lebensweg gibt die Quellenlage keinen Aufschluss.